# El nom de la rosa (pel·lícula)
El nom de la rosa (títol original en alemany: Der Name der Rose) és una pel·lícula italo-franco-germana de 1986, dirigida per Jean-Jacques Annaud, basada en la novel·la homònima d'Umberto Eco. Aquesta pel·lícula ha estat doblada al català.

## Argument
Ambientada a l'edat mitjana, tracta sobre una abadia on succeeixen fets molt estranys, incloent la mort d'alguns dels monjos. Aquests, decideixen sol·licitar a en Guillem de Baskerville (Sean Connery), un famós investigador, frare franciscà, que, amb el seu ajudant, Adso de Melk (Christian Slater), un novici també franciscà (benedictí a la novel·la), investiguen els crims.
En veure que Guillem no avança i al descobrir una possible trama de bruixeria, decideixen demanar ajuda a la Santa Inquisició, la qual declara culpables dos monjos i una camperola i els condemna a la foguera. Guillem, però, sospita que la inquisició no ha trobat els veritables culpables i creu que els assassinats estan relacionats amb la misteriosa biblioteca prohibida de l'abadia.
A partir de l'observació dels monjos, acaba descobrint que els assassinats venen ordenats pel vell ex-bibliotecari per protegir un llibre (el segon llibre de la Poètica d'Aristòtil) que podria incitar a la disbauxa dels religiosos.

## Repartiment
- Sean Connery: Guillem de Baskerville
- Christian Slater: Adso de Melk
- Dwight Weist: el vell Adso (el narrador)
- Helmut Qualtinger: Remigio de Varagine
- Elya Baskin: Severin
- Michael Lonsdale: l'abat
- F. Murray Abraham: Bernat Gui
- Volker Prechtel: Malaquies
- Feodor Chaliapin Jr.: Jorge de Burgos
- William Hickey: Ubertí de Casale
- Michael Habeck: Berenger
- Urs Althaus: Venantius
- Valentina Vargas: la noia
- Ron Perlman: Salvatore
- Leopoldo Trieste: Michele de Cesena
- Franco Valobra: Jerome de Kaffa
- Vernon Dobtcheff: Hugh de Newcastle
- Donald O'Brien: Pietro d'Assisi
- Andrew Birkin: Cuthbert de Winchester
- Lucien Bodard: cardenal Bertrand

## Producció
La pel·lícula es presenta explícitament com un palimpsest de la novel·la, és a dir que no pretén una exacta fidelitat però que és una obra que comparteix el mateix suport. En general, la pel·lícula presenta la trama del misteri del llibre de forma simplificada, ignorant el debat teològic, la filosofia medieval i el tema polític que forma el gruix de l'obra d'Eco.
La producció és construïda com la il·lusió de l'escala sense fi de Roger Penrose (o d'Escher), escala on tindrà lloc d'altra banda el combat en l'incendi entre el frare franciscà Guillem de Baskerville, d'altra banda antic inquisidor, i un dels exbibliotecaris de l'abadia, Jorge de Burgos (altre clicada d'ull d'Umberto Eco, aquesta vegada, a Jorge Luis Borges i a la seva novel·la La Biblioteca de Babel).
Com a Notre-Dame de París de Victor Hugo, el món medieval s'il·lustra amb el deforme (geperut), la noia eròtica, la religiositat, els pagesos primaris i aquí els copistes d'un llibre pagà.
Jean-Jacques Annaud va sol·licitar per a la pel·lícula al productor alemany Bernd Eichinger que va finançar aquest costós projecte. Sean Connery va insistir pesadament per tal d'obtenir el paper principal d'aquesta adaptació que no es va fer sense dificultats: diversos guionistes van exposar un laboriós treball de transposició (el primer sent el guionista habitual d'Annaud Alain Godard). El prestigiós cap operador italià Tonino Delli Colli (que havia treballat amb Pier Paolo Pasolini) va signar les llums, i el decorador italià Dante Ferretti va reconstruir l'abadia austera en els Abruços, no lluny de Roma. La música de James Horner (que seria el compositor de la banda original de Titanic) van conferir a la pel·lícula un ambient a la vegada bonic, captivador i aterridor sense estar desproveïda de malenconia.

## Curiositats de la pel·lícula
- La decoració exterior de l'abadia ha estat creada de nou: aquest indret no existeix.
- Jean-Jacques Annaud no desitjava tenir actors de renom a la seva pel·lícula. És el mateix Sean Connery, molt motivat pel paper del germà Guillem, que va aconseguir convèncer-lo. El director va quedar immediatament seduït per la qualitat d'interpretació de l'actor.[4]
- Les obres utilitzades per a les necessitats de la pel·lícula eren tan ben imitats, per la qualitat de la il·luminació i de les enquadernació, que alguns d'ells han estat robats durant el rodatge, obligant l'equip a posar els llibres en una caixa de seguretat al final de cada jornada de treball.
- L'estàtua de la Mare de Déu davant la qual el jove Adso de Melk va pregar, és un anacronisme, ja que el seu estil és del Renaixement. És un detall que va ser molt criticat al director.
- La pel·lícula manté moltes de les referències que Umberto Eco va incloure en el llibre. Per exemple, el nom del protagonista és un homenatge a Arthur Conan Doyle i el seu personatge Sherlock Holmes, essent una de les seves aventures més conegudes la del Gos dels Baskerville.

## Premis
- César a la millor pel·lícula estrangera 1987
- BAFTA al millor actor per Sean Connery